# Щетинець
Щетинець (Echimys) — рід гризунів родини щетинцевих, що проживають на півночі південноамериканського континенту.

## Етимологія
лат. Echi — «шипи», слово, яке походить від грец. ekhinos — «їжак», грец. mys — родовий відмінок від myos — миші, Echimys — «миша-їжак». В Українській науковій літературі рід майже не згадують. У польській його називають «колчак», у російськомовній — «коро». остання назва використана і в окремих українських підручниках з біогеографії [недоступне посилання з серпня 2019]

## Морфометрія
Довжина голови й тіла: 250—310 мм, довжина хвоста: 270—415 мм, довжина задньої ступні: 45-60 мм, довжина вуха: 19-23 мм. Вага 194—890 грамів. Хутро щетинисте чи колюче. Верх тіла зазвичай відтінків коричневого чи червоного, низ тіла білий чи буруватий.

## Екологія
Живе на деревах, часто на берегах річок.

## Систематика
- Рід Echimys
  - Вид Echimys chrysurus
  - Вид Echimys saturnus
  - Вид Echimys vieirai